# The Savage Girl's Devotion
The Savage Girl's Devotion è un cortometraggio muto del 1911 diretto da Fred J. Balshofer.

## Trama
Ingiustamente accusato di tradimento, Black Eagle viene legato alla scogliera dagli uomini della sua tribù. La sua sorte lo condanna alla morte per fame mentre Silver Moon, la donna per la quale patisce quel destino, accetta di diventare la sposa di Brown Fox.

## Produzione
Il film fu prodotto dalla Bison Motion Pictures e dalla New York Motion Picture con il titolo di lavorazione A Savage Girl's Devotion.

## Distribuzione
Distribuito dalla Motion Picture Distributors and Sales Company, il film - un cortometraggio in una bobina - uscì nelle sale cinematografiche statunitensi il 6 gennaio 1911.